# Michael Marx
Michael Marx (ur. 7 lutego 1960 w Hamburgu) – niemiecki kolarz torowy i szosowy, brązowy medalista olimpijski i dwukrotny medalista torowych mistrzostw świata.

## Kariera
Pierwszy sukces w karierze Michael Marx osiągnął w 1978 roku, kiedy zdobył brązowy medal w wyścigu punktowym na mistrzostwach świata juniorów. Cztery lata później, na Mistrzostwach Świata w Kolarstwie Torowym 1982 wspólnie z Rolandem Güntherem, Axelem Bokelohem i Gerhardem Strittmatterem zdobył srebrny medal w drużynowym wyścigu na dochodzenie. Podczas mistrzostw świata w Zurychu w 1983 roku reprezentanci RFN w składzie: Rolf Gölz, Gerhard Strittmatter, Michael Marx i Roland Günther byli najlepsi w tej konkurencji. Razem z Gölzem, Güntherem i Reinhardem Alberem zdobył drużynowo brązowy medal także na rozgrywanych w 1984 roku igrzyskach olimpijskich w Los Angeles. Marx startował także w wyścigach szosowych, zwyciężając między innymi w klasyfikacji generalnej Berliner Etappenfahrt w 1981 roku i Bürgerpreis der Stadt Gehrden w 1983 roku. Wielokrotnie zdobywał medale mistrzostw kraju, zarówno w kolarstwie torowym jak i szosowym.